# روجر جيبسون
روجر جيبسون (بالإنجليزية: Roger Gibson)‏ هو فيلسوف تحليلي ‏ أمريكي، ولد في 21 فبراير 1944 في أونيونفيل في الولايات المتحدة، وتوفي في 30 سبتمبر 2015 في ريستون في الولايات المتحدة.